# Desa Laban (administrativ by i Indonesien, Jawa Tengah, lat -7,84, long 109,96)
Desa Laban är en administrativ by i Indonesien.   Den ligger i provinsen Jawa Tengah, i den västra delen av landet, 400 km sydost om huvudstaden Jakarta.